# استانیسلاف پریل
استانیسلاف پریل (چکی: Stanislav Prýl; ۲۳ نوامبر ۱۹۴۲ – ۱۹ مارس ۲۰۱۵) بازیکن هاکی روی یخ اهل چکسلواکی بود.